# Drenagem linfática
Drenagem linfática é um tipo de massagem baseada na hipótese de que a manipulação do sistema linfático melhoraria a drenagem natural da linfa. O sistema linfático funciona a partir de movimentos peristálticos para mover a linfa até os linfonodos e então até os vasos linfáticos, que por sua vez retornam a linfa até o sistema cardiovascular. A drenagem linfática é feita por meio de leve pressão e movimentos circulares rítmicos para, alegadamente, estimular o fluxo de linfa.
Estudos clínicos dos efeitos da drenagem linfática não encontraram evidência de benefício, e concluem que são necessários mais estudos para determinar se a prática deve ser recomendada como tratamento de saúde eficaz.

## Origem
A drenagem linfática foi desenvolvida pelos médicos dinamarqueses Emil Vodder e Estrid Vodder na década de 1930 como possível tratamento da sinusite crônica e outros transtornos imunes. Enquanto trabalhavam na Riviera Francesa tratando pacientes com resfriados crônicos, os Vodders notaram que estes pacientes possuíam linfonodos inchados. Em 1932 ainda se sabia muito pouco sobre o funcionamento do sistema linfático, eles começaram a aplicar movimentos leves e rítmicos na crença de que isto promoveria o fluxo da linfa. Em 1936 eles introduziram a técnica em Paris, e, após a Segunda Guerra Mundial, após retornarem para a Dinamarca, passaram a ensinar a técnica para outros praticantes em Copenhagem.